# Perenideboles ciliatum
Perenideboles es un género monotípico de fanerógamas perteneciente a la familia Acanthaceae. El género tiene una sola especie de hierbas: Perenideboles ciliatum, que es originaria de Nicaragua.

## Taxonomía
Perenideboles ciliatum fue descrita por Miguel Ramírez Goyena y publicado en Flora Nicaragüense 591. 1911.